# Manuel Sanchís Martínez
Manuel Sanchís Martínez (Alberic, 1938. március 26. – Madrid, 2017. október 28.) spanyol válogatott labdarúgó, többek között a Real Madrid játékosa. Fia, Manolo Sanchís hozzá hasonlóan szintén játszott mind a Realban, mind a válogatottban.
Sanchís a Realon kívül játszott még a CD Condal, a Real Valladolid, valamint a Córdoba CF csapatánál. A válogatottal egy világversenyen, az 1966-os világbajnokságon szerepelt. Itt egyébként egy gólt szerzett, Svájc ellen.

## Sikerei, díjai
- BEK-győztes: 1965–66
- Spanyol bajnok: 1964–65, 1966–67, 1967–68, 1968–69
- Spanyol kupa: 1969–70